# Republic XF-91
Republic XF-91 Thunderceptor byl proudový záchytný stíhač vyvinutý americkým leteckým výrobcem Republic Aviation Company. Původně nesl označení XP-91. Vyznačoval se kombinovaným proudovým a raketovým pohonem a netradičně tvarovaným šípovým křídlem. První let absolvoval v květnu 1949. Jeho vývoj byl dokončen, letoun však mezitím zastaral a nebyl sériově vyráběn. Roku 1953 o něj letectvo ztratilo zájem. Celkem byly vyrobeny dva exempláře. XF-91 byl první americký stíhací letoun, který překonal rychlost zvuku ve vodorovném letu. Dále patřil mezi první letouny vybavené proudovým motorem s přídavným spalováním.

## Historie

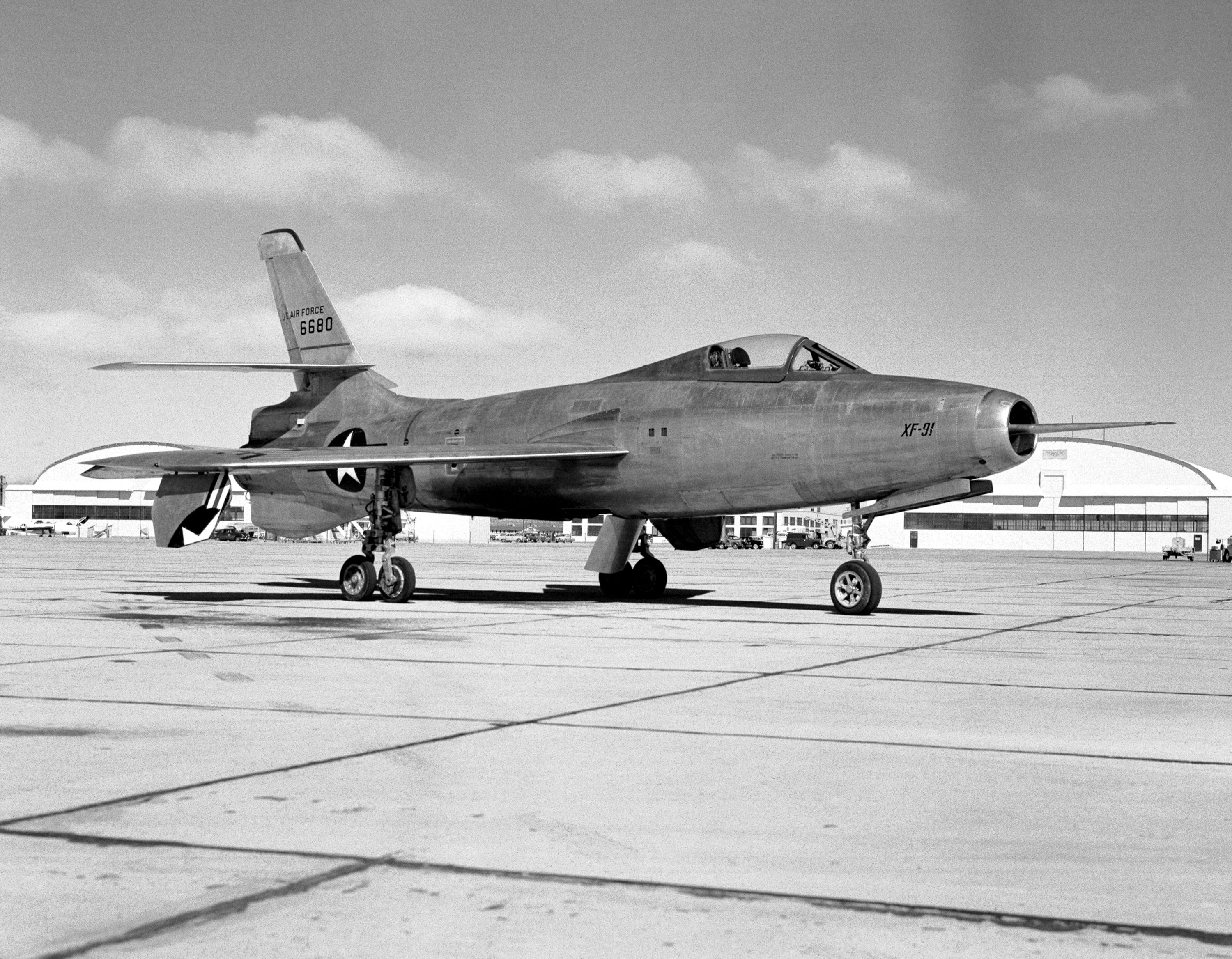
Původní podoba prvního prototypu XF-91 (46–680) na snímku z března 1951

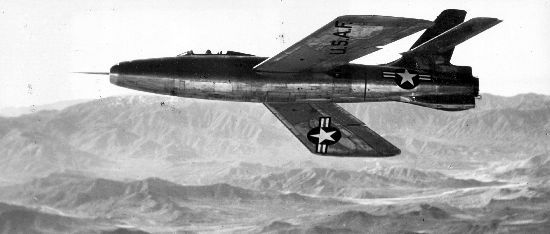
XF-91 za letu

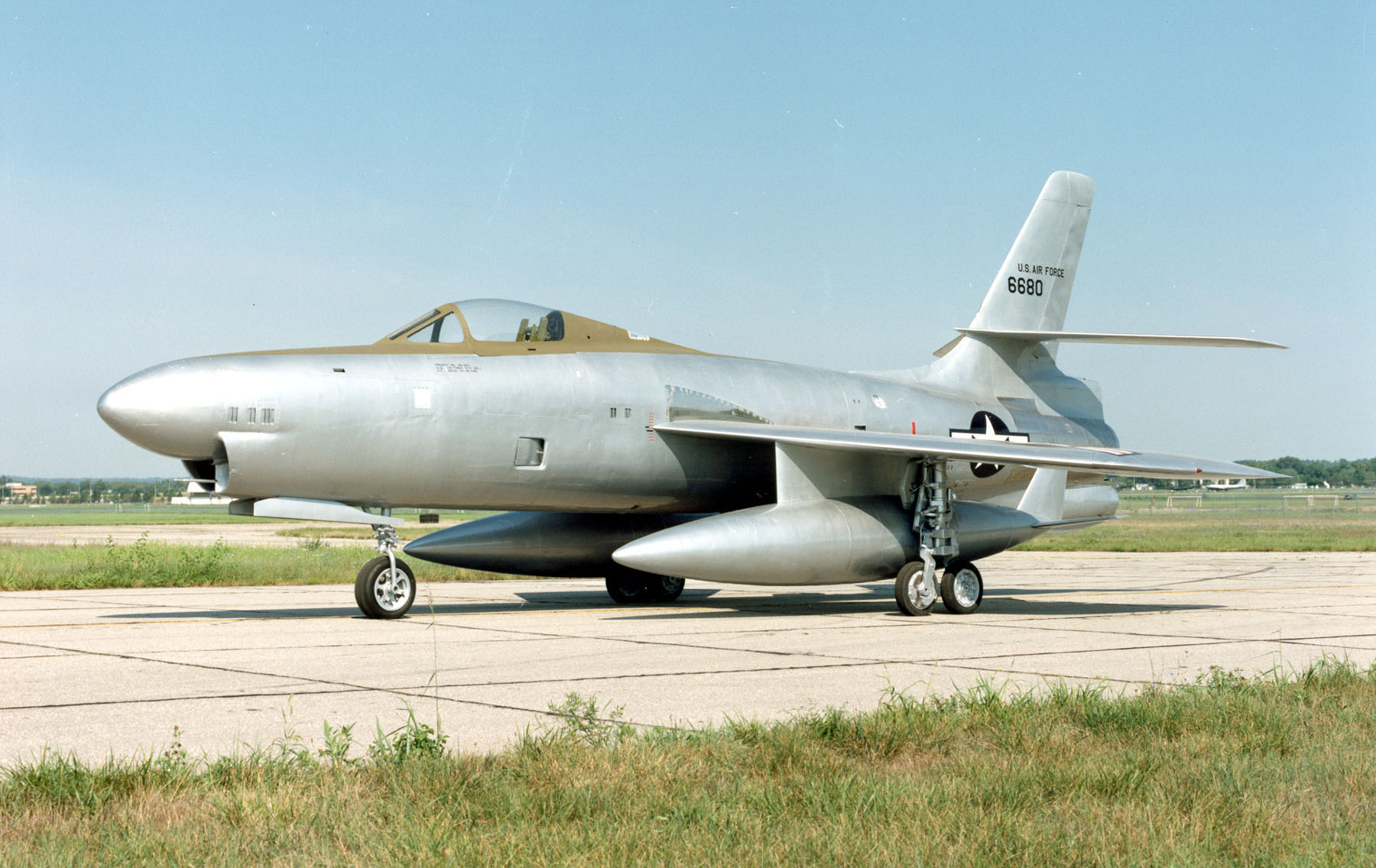
XF-91 Thunderceptor dochovaný v Národním muzeu Letectva Spojených států amerických

Kořeny projektu XF-91 sahají do doby po skončení druhé světové války a počínající studené války. Nová generace letounů s proudovým pohonem měla americkému letectvu umožnit čelit v potenciálním konfliktu letectvu Sovětského svazu. Mezi nimi bylo i několik projektů záchytných stíhačů. Společnost Republic Aviation za války postavila úspěšný dálkový pístový stíhací letoun P-47 Thunderbolt, přičemž zkoumala možnosti využití proudového pohonu. Roku 1946 poprvé vzlétl proudový stíhací bombardér s přímým křídlem Republic F-84 Thunderjet, který se stal základem pro několik dalších typů: Republic F-84F Thunderstreak s šípovým křídlem, experimentální turbovrtulový XF-84H Thunderscreech a právě výškový záchytný stíhač XF-91 Thunderceptor. Jeho dva prototypy letectvo objednalo roku 1946 a následně jim přidělilo označení XP-91, roku 1947 změněné na XF-91. Prototypy dostaly přidělena sériová čísla 46-680 a 46-681.
Vývoj letounu vedl viceprezident společnosti Republic a zároveň šéfkonstruktér Alexander Kartveli. Pro jeho pohon zvolil silný proudový motor Westinghouse XJ34-WE-22, jeden z prvních motorů s přídavným spalováním. V boji a při stoupání jej navíc doplňoval kapalinový raketový motor. Charakteristickým rysem XF-91 bylo „motýlí“ šípové křídlo, které mělo největší hloubku na koncích a k trupu se zužovalo, což byl naprostý opak konvenčních konstrukcí křídel. Výhodou tohoto řešení mělo být lepší rozložení vztlaku a velmi nadějné chování v nadzvukovém letu, i při přetažení a ztrátě rychlosti. Dalším nekonvenčním prvkem bylo, že křídlo bylo pohyblivé a za letu šlo hydraulicky měnit úhel náběhu. Mimo jiné to mělo zlepšovat vlastnosti letounu při přistání. Kvůli nesouhlasu letectva měl první prototyp klasicky řešené šípové ocasní plochy namísto sdružených („motýlkových“).
Neobvyklý vzhled letounu ve své době vyvolal nadšené reakce. Britský týdeník Flight o letounu psal jako o „senzaci“ a československý časopis Letectví článek o něm pojmenoval „Stíhačka s křídly motýla“.
První prototyp XF-91 (sériové číslo 46–680) byl dokončen v únoru 1949. Nebyl ještě vybaven přídavným spalováním, protože jeho vývoj se zdržel. Kvůli neúspěšnému vývoji jednokomorového raketového motoru od společnosti Curtiss-Wright byla překonstruována záď pro čtyřkomorový raketový motor Reaction Motors XLR-11, který poháněl už experimentální letoun Bell X-1. Dvě komory byly nad a dvě pod výstupní tryskou proudového motoru. Dodání motoru se ale opozdilo, takže byl zpočátku nahrazen zátěží. V březnu 1949 první prototyp absolvoval první pojíždění na továrním letišti ve Farmingdale na Long Islandu. Na konci měsíce byl přepraven na palubě dvou transportních letounů C-82 Packet a jednoho C-97 Stratofreighter na Edwardsovu leteckou základnu k zalétání.
První let prvního prototypu se uskutečnil 9. května 1949 na Edwardsově letecké základně. V kokpitu seděl zkušební pilot C. Bellinger. Let trval čtyřicet minut. V průběhu května následovaly další čtyři lety. V červnu 1949 Bellinger testoval systém přenastavování křídla a posilovače řízení a v říjnu 1949 byl prototyp vybaven přídavným spalováním, se kterým měl proudový motor výkon 32 kN. Během zkoušek došlo i k jednomu incidentu, při kterém se utrhla část výstupní roury motoru a do spaliny pronikaly až do kabiny. Pilot však dokázal bezpečně přistát. První fáze zkoušek nakonec trvala do začátku roku 1950 a XF-91 při ní absolvoval čtyřicet letů. Mezi nedostatky patřil nedostatečný tah motoru J34 a nestabilita při nadzvukovém letu.
Rovněž v roce 1950 začaly vojenské zkoušky prvního prototypu. V létě 1950 byl zalétán i druhý prototyp XF-91 (sériové číslo 46-681). Mimo jiné se lišil soustředěním všech čtyř komor raketového motoru pod výstupní trysku proudového motoru. Druhý prototyp měl nejprve rovněž klasické ocasní plochy, ale po několika zkušebních letech byly nahrazeny sdruženými ocasními plochami, takže se konfigurace letounu přiblížila původním záměrům Alexandra Kartveliho. Raketový motor XLR-11 byl do obou prototypů instalován na podzim 1950. Za letu byl otestován pouze na prvním prototypu.
V dalších letech zájem o XF-91 opadl. Vliv na to mělo vypuknutí korejské války v létě 1950, takže společnost Republic byla vytížena vojenskými zakázkami. Zároveň už vznikaly další letouny s lepšími výkony a větším vývojovým potenciálem (např. F-102 Delta Dagger, F-104 Starfighter). Zkoušky prototypů přesto pokračovaly. Dne 9. prosince 1952 první prototyp XF-91 (46–680) jako první americký bojový letoun překonal rychlost zvuku ve vodorovném letu (ve výšce 12 000 metrů). Pilotoval jej Russell M. „Rusty“ Roth.
V roce 1953 americké letectvo zcela ztratilo zájem o tento typ, takže k jeho sériové výrobě nedošlo. Společnost Republic následně s upraveným letounem XF-91B neuspěla v soutěži na stíhací letoun pro každé počasí. Pro tento účel byl první prototyp vybaven novou přídí s maketou radarové antény v přídi a půlkruhovým vstupním otvorem pod ní. Ze začátku velice slibný letoun tak zastaral ještě v průběhu zkoušek. První prototyp byl předán muzeu a druhý byl využíván na Edwardsově letecké základně jako cvičná pomůcka.

## Popis

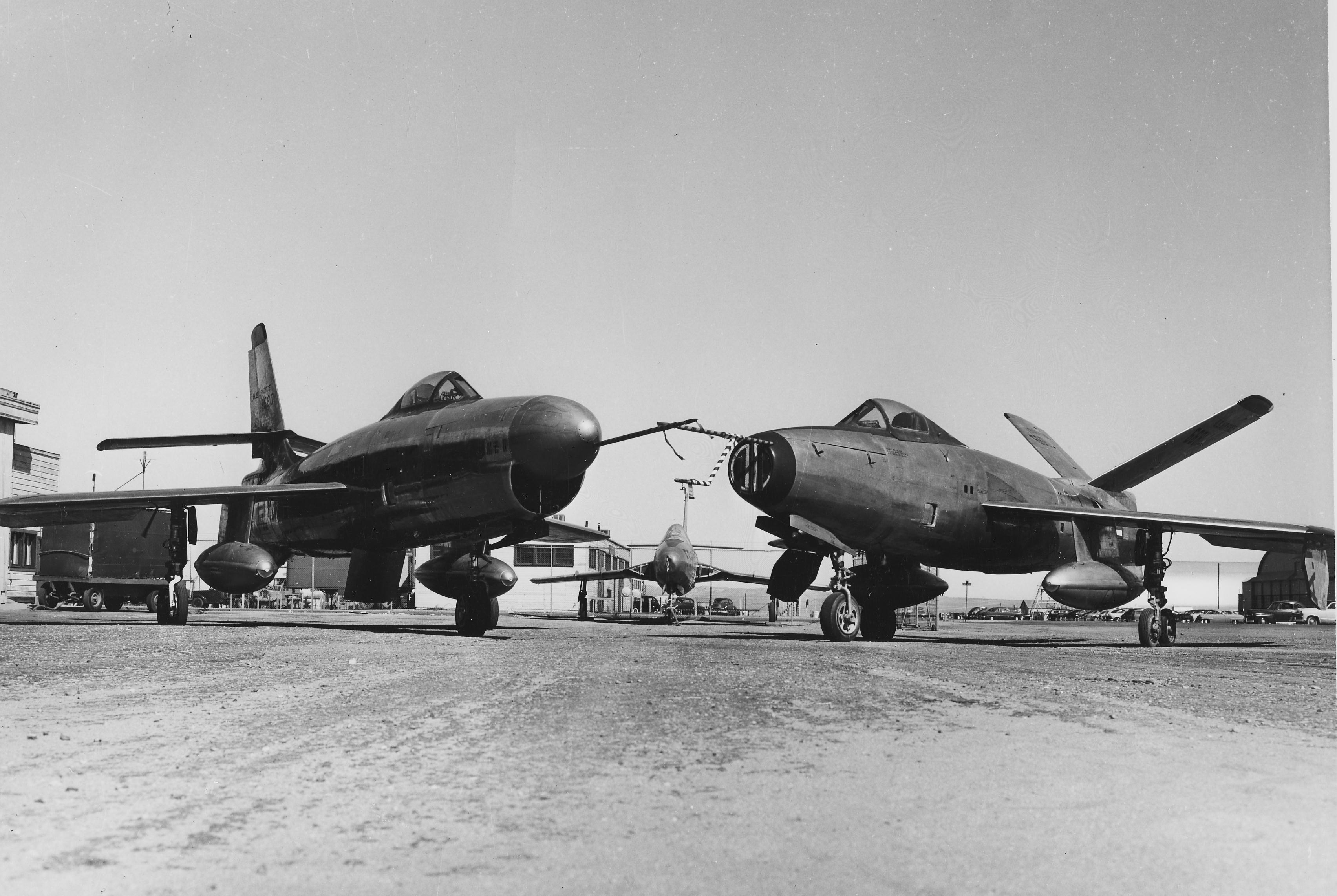
Oba dva prototypy XF-91 stojící vedle sebe. Vlevo stojící první prototyp v konfiguraci XF-91B (46-680) a druhý prototyp XF-91 (46-681) již má upravenou záď se sdruženými ocasními plochami.

Byl to jednomístný celokovový středoplošník s nekonvenčním šípovým křídlem, zatahovacím příďovým podvozkem a smíšeným pohonem. Jednomístný kokpit byl vybaven vystřelovací sedačkou. Ve střední části trupu byly palivové nádrže proudového a raketového motoru. Hlavní pohonnou jednotkou byl proudový motor General Electric J47-GE-3 s tahem 23,2 kN. S přídavným spalováním se tah zvýšil na 31,4 kN. Přívod vzduchu k motoru byl v přídi. V bojové situaci výkony letounu zvyšoval raketový motor na kapalné pohonné látky Reaction Motors XLR-11 se čtyřmi komorami, každá s tahem 6,67 kN. Výkon raketového motoru šlo měnit pouze zapínáním a vypínáním jednotlivých komor. Prototypy nenesly výzbroj. Plánována pro ně byla výzbroj čtyř 20mm kanónů s 800 náboji. Zvažováno bylo i využití neřízených raket High Velocity Aerial Rocket (HIVAR).

## Dochovaný exemplář
Prototyp XF-91 Thunderceptor (46–680) byl vystaven v Národním muzeu Letectva Spojených států amerických na Wrightových–Pattersonově letecké základně v Daytonu ve státě Ohio.

## Specifikace (XF-91, sériové číslo 46-680)

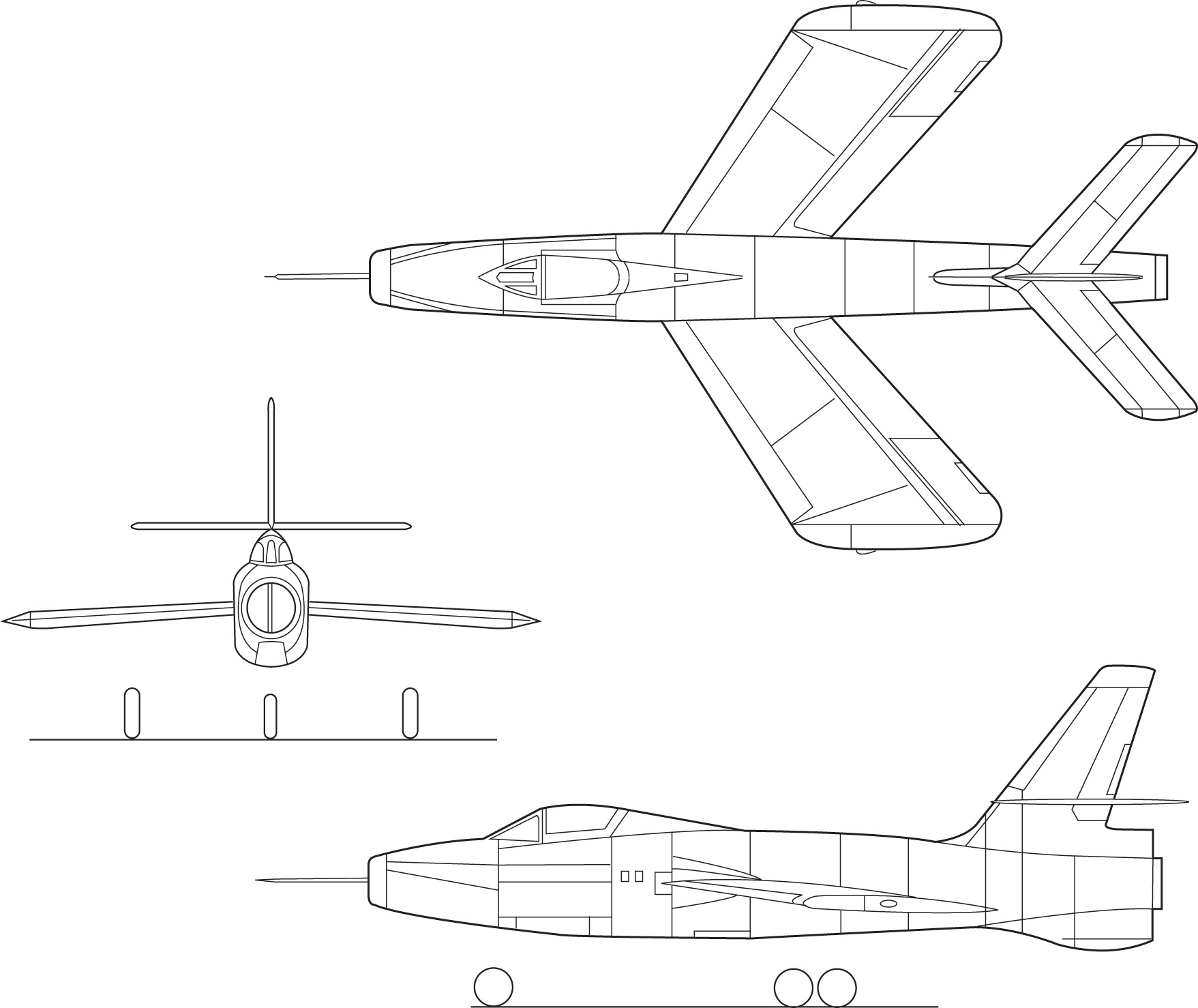
Nákres letounu

### Technické údaje
Citováno dle
- Osádka: 1
- Rozpětí: 9,53 m
- Délka: 14,18 m
- Výška: 4,69 m
- Nosná plocha: 29,73 m2
- Hmotnost prázdného letounu: 7134 kg
- Maximální vzletová hmotnost: 12 298 kg
- Pohonná jednotka: 1× proudový motor General Electric J47-GE-3; 1× raketový motor na kapalné pohonné látky Reaction Motors XLR-11
- Tah pohonné jednotky: 23,2 kN (s přídavným spalováním 31,4 kN); 26,68 kN (raketový motor)

### Výkony
- Maximální rychlost (ve výšce): 1220 km/h
- Maximální rychlost (u země): 980 km/h
- Výstup do 15 250 m: 7,32 min.
- Dostup: 16 400 m
- Dolet: 1890 km